# Hochdorf, Biberach
Hochdorf är en kommun i Landkreis Biberach i det tyska förbundslandet Baden-Württemberg. Kommunen består av ortsdelarna (tyska Ortsteile) Hochdorf, Schweinhausen och Unteressendorf. Folkmängden uppgår till cirka 2 400 invånare, på en yta av 23,77 kvadratkilometer.
Kommunen ingår i kommunalförbundet Biberach an der Riß tillsammans med staden Biberach an der Riß och kommunerna Attenweiler, Eberhardzell, Maselheim, Mittelbiberach, Ummendorf och Warthausen.

## Befolkningsutveckling
| Befolkningsutvecklingen i Hochdorf 1975–2015 | Befolkningsutvecklingen i Hochdorf 1975–2015 | Befolkningsutvecklingen i Hochdorf 1975–2015 | Befolkningsutvecklingen i Hochdorf 1975–2015 | Befolkningsutvecklingen i Hochdorf 1975–2015 |
| -------------------------------------------- | -------------------------------------------- | -------------------------------------------- | -------------------------------------------- | -------------------------------------------- |
|                                              |                                              |                                              |                                              |                                              |
| År                                           |                                              |                                              | Folkmängd                                    | Areal (ha)                                   |
| 1975                                         | 1975                                         |                                              | 1 602                                        | 2 375                                        |
| 1980                                         | 1980                                         |                                              | 1 801                                        |                                              |
| 1985                                         | 1985                                         |                                              | 1 896                                        | 2 376                                        |
| 1990                                         | 1990                                         |                                              | 1 920                                        |                                              |
| 1995                                         | 1995                                         |                                              | 1 997                                        |                                              |
| 2000                                         | 2000                                         |                                              | 2 028                                        | 2 377                                        |
| 2005                                         | 2005                                         |                                              | 2 099                                        | 2 376                                        |
| 2010                                         | 2010                                         |                                              | 2 139                                        |                                              |
| 2015                                         | 2015                                         |                                              | 2 237                                        |                                              |
|                                              |                                              |                                              |                                              |                                              |